# 鎌苅健太
鎌苅健太（日语：／ Kamakari Kenta，1984年2月17日—）是日本的藝人及聲優。所屬公司是Top Flight。出身於大阪府。血型B型、身高172cm、體重56kg。B89cm W70cm H87cm S26cm，配偶為演員芳賀優里亞。

## 人物簡介
- 家中成員：母親、哥哥、兩隻狗（名為Meru和Shifon），雙親於小學時離婚
- 興趣：撞球、飛鏢、足球
- 特技：撞球（A Class）
- 暱稱：KenKen，取這暱稱的是青柳壘斗
- 官方Fans Club名為masse ci macce
- 2005年於網球王子音樂劇中飾演宍戶亮出道
- 在參加網球王子音樂劇徵選時是以芥川慈郎一角入選
- 在飛輪少年音樂劇與一起演出的RUN&GUN的上山龍司和米原幸佑交情很好
- 在網球王子音樂劇的排練中與演出乾貞治的荒木宏文一同教演出忍足侑士的斎藤工講關西腔
- 2007/04因不明疾病緊急入院
- 2007/10已經出院，在2008年2月17日生日當天正式展開活動
- 2008年7月參與演出網球王子音樂劇再次以演員身份展開活動
- 2009年確定主演電影『新宿歌舞伎町保育園』
- 在oricon訪談特集提到，演出音樂劇網球王子期間迷上了台灣的枇杷潤喉糖，至今仍請人幫忙帶
- 2017年4月11日於自己的部落格中發表與女優芳賀優里亞結婚，共組家庭。[1]
- 2018年7月24日宣佈產下一女[2]。。

## 參與作品

### 電視劇
2006年
- 翼の折れた天使たち 第二夜 「Live Chat」（2月28日、富士電視台）
- 公主公主D 飾 豐實琴

2007年
- HAPPY★BOYS 飾 赤坂純太）

2009年
- 俺たちは天使だ! NO ANGEL NO LUCK 飾 DARTS）

2010年
- あり得ない！(第5話) 飾 桑田
- ヘヴンズ・ロック 〜Heaven's Rock〜 飾 Teppei

2011年
- 華和家的四姐妹(第3話) 飾 坂田

2023年
- 《假面騎士GOTCHARD》（2023年12月24日 - ，朝日電視台）：飾演 格里昂/假面騎士DREAD

### 動畫
2006年
- 飛輪少年（南樹）
- 家庭教師HITMAN REBORN!（迪諾、不良（第14話））—後因病入院而辭演。

2007年
- 戀愛情結（小堀和希）（因病取消）

2018年
- 我的英雄學院 第3期（紙鋒射手）

### 廣播劇CD
- ホーリートーカー(高山煉瓦)

### 舞台
2005年
- THE BUSAIKU 飾 上杉真治
- 網球王子音樂劇The Imperial Match 冰帝學園公演 飾 冥戸亮
- 網球王子音樂劇The Imperial Match 冰帝學園 in winter 2005-2006 飾 冥戸亮

2006年
- 網球王子音樂劇Dream Live 3rd 飾 冥戸亮
- 網球王子音樂劇Advancement Match 六角 feat. 冰帝學園 飾 冥戸亮

2007年
- 飛輪少年音樂劇 飾 南樹
- 網球王子音樂劇Dream Live 4th  飾 冥戸亮
- 飛輪少年音樂劇 vs.バッカス Super Range Remix 飾 南樹 —因病入院而辭演，上山龍司替演。
- 網球王子音樂劇Dream Live 4th Extra 飾 冥戸亮 —因病入院而辭演。

2009年
- オアシスと砂漠 ～Love on the planet～ 飾 真宮保
- 俺たちは天使だ! NO ANGEL NO LUCK〜地球滅亡30分前! 飾 DARTS

2010年
- ドコモ presents イケメンデルの法則　恋のJUMP UP LIVE!
- 飛輪少年音樂劇 vs. BACCHUS Top Gear Remix 飾 南樹
- 聖鬥士星矢 飾 天馬座　星矢

### 電影
2006年
- 網球王子電影版（佐佐部的同伴）

2009年
- 新宿区歌舞伎町保育園（健二）

2010年
- 苦い蜜 〜消えたレコード〜(加納)
- アメイジング グレイス 愛の賛美歌( 藤田秀人)

2024年
- 《電影 假面騎士GOTCHARD The Future Daybreak》（2024年7月26日）：飾演 格里昂

### 電台節目
- 文化放送「マベラヂオ」 逢星期五25：30
- キラキラRADIO＋

## 個人作品

### 寫真集
2006年
- OCEAN LINE

2008年
- KENTA Style

2009年
- 鎌苅健太 25th -sight-

2013年
- UNREFINED

### CD
2006年
- 變身公主D 角色單曲系列 Vol.1「Treasure」（變身公主D片尾曲）
- 變身公主D 角色單曲系列 Vol.3「果てしなく澄み渡る空の向こう目指して～実琴のテーマ～」

### DVD
2006年
- MEN'S DVD SERIES 鎌苅健太「Fleeting Diary」
- 變身公主D 角色印象 Vol.1-4

2009年
- 新宿区歌舞伎町保育園
- 鎌苅健太 25th -flow-

## 外部連結
- 鎌苅健太☆blog（日文）
- 鎌苅健太official web site（日文）

1. ↑  .   [2017-04-11]. （原始内容存档于2019-11-30）.
2. ↑  .   [2018-07-24]. （原始内容存档于2019-08-19）.